# (2698) Azerbajdzhan
(2698) Azerbajdzhan es un asteroide perteneciente al cinturón de asteroides, descubierto el 11 de octubre de 1971 por el equipo del Observatorio Astrofísico de Crimea desde el Observatorio Astrofísico de Crimea (República de Crimea).

## Designación y nombre
Designado provisionalmente como 1971 TZ. Fue nombrado Azerbajdzhan en homenaje a la República Socialista Soviética de Azerbaiyán.